# Phare de l'Île Isabelle II
Le Phare de l'Île Isabelle II est un phare situé sur la petite d'Île Isabelle II de l'archipel des Îles Zaffarines située au large des côtes marocaines, à 48 km à l'est de Melilla et à 3,5 km au large du village marocain de Ras El Ma. Cet archipel est une possession de l'Espagne (Plazas de soberanía) depuis 1848, mais est toujours revendiquée par le royaume du Maroc qui ne reconnaît pas la souveraineté espagnole.
Il est géré par l'autorité portuaire de Melilla.

## Histoire
Le premier feu a été établi par la garnison militaire qui l'a installé sur l'un des miradors de la fortification de l'île. Le phare actuel a été mis en service en 1899. C'est une tour cylindrique en maçonnerie, avec lanterne et galerie, qui se trouve sur l'un des côtés de la maison des gardiens d'un seul étage. Le phare a peint blanc, la lanterne et la galerie sont peints en vert. En 1927, le phare a été automatisé avec une installation à acétylène et avec la suppression d'un personnel permanent. En 1984, le phare a été électrifié avec une alimentation par panneaux solaires.
Le phare est placé sur le point nord-ouest de l'île Isabelle II, la seconde plus grande des trois îles. Le site n'est accessible qu'en bateau et est une zone militaire interdite au public.
Identifiant : ARLHS : CEU001; ES-73100 - Amirauté : E6754 - NGA : 22724 .
|                               |
| Îles Zaffarines vues du Maroc |

|                           |
| Carte des îles Zaffarines |